# Legend Lake
Legend Lake – jednostka osadnicza w Stanach Zjednoczonych, w stanie Wisconsin, w hrabstwie Menominee.